# Río Higuamo
El río Higuamo es un curso fluvial de San Pedro de Macorís, República Dominicana, uno de los principales de la provincia.
Se origina al norte de la provincia, en la Cordillera Oriental, y fluye hacia el sur donde desemboca en el Mar Caribe; su curso atraviesa la parte oeste de San Pedro de Macorís.
En su desembocadura se encuentra el puerto de San Pedro de Macorís, que fuera el puerto más importante del país donde grandes embarcaciones salían cargados de azúcar.
El río Higuamo ha sido calificado como uno de los más contaminados del país, debido a los desechos provenientes de industrias y asentamientos urbanos; desde la Secretaría de Medio Ambiente se han emprendido acciones para su conservación y protección.